# Бычков, Александр Михайлович
Александр Михайлович Бычков (1903—1942) — поэт и драматург. Участник Великой Отечественной войны.

## Биография
Александр Михайлович Бычков родился в 1903 году в семье служащего. 
В 1920 году окончил школу; в 1923 году был призван в армию. С 1932 года жил в Ленинграде. Получил образование в Литературном институте имени А. М. Горького. 
В начале 1930-х годов был руководителем кружков самодеятельности. Путешествовал по Казахстану, собирал казахский фольклор. В 1939 году вернулся в Ленинград. Когда началась Великая Отечественная война, вступил в народное ополчение. Сначала воевал в составе писательского взвода, затем был военным корреспондентом и сотрудником дивизионной газеты «За Советскую Родину!». Был контужен.
Умер 4 января 1942 года от последствий контузии и истощения в блокадном Ленинграде. Был похоронен на Литераторских мостках Волковского православного кладбища.

## Пьесы
- «Алдар Косе»;
- «Иван-царевич и Серый Волк»;
- «Очарованная сабля» (1940);
- «Когда цветет сирень»;
- «Веселые похождения Ф. Ф. Куркова».